# Маковій Вероніка Іларіонівна
Вероніка Іларіонівна Маковій (нар. 5 травня 1957, Челябінськ) — український музикознавець, журналістка, радіоведуча. Член Національної спілки журналістів України (1990). Дружина Вадима Кастеллі.

## Життєпис
Вероніка Маковій народилася 5 травня 1957 року в місті Челябінську.
1982 року закінчила Київську консерваторію (керівник Лариса Неболюбова). У 1982—2013 роках працювала старшим редактором головної редакції музичного радіомовлення (1985—1988), коментатором (1988—1992), завідувачем редакції творчого об'єднання молодіжних і розважальних програм (1992—1994), продюсером студії художніх програм (1995—1997), завідувачем редакції тематичних програм (1997–2000), ведучою художньо-естетичних і музично-розважальних програм (2000—2007) творчо-виробничого об'єднання «Промінь» Національної радіокомпанії України. З 2000 року за сумісництвом була головним продюсером медіа-центру «Розмай».
1987 року вперше в ефірі радіо «Промінь» поставила пісню Тараса Петриненка «Україна». Перед цим вона Петриненку сказала: «Нас усіх завтра, може, посадять, але я цю пісню поставлю». Згодом у 1988 році стала співведучою перших «прямих ефірів» на згаданій радіостанції.

## Доробок
Авторка і співавторка сценаріїв документальних фільмів Вадима Кастеллі:
- «Жінка під зорями» (2000);
- «“Червона рута” — 10 років, які потрясли» (2000);
- «Полісся: екологія краси» (2001);
- «НАТО: Свій чи чужий?» (2007);
- «Насамперед ми люди» (2011);
- «Діти за гратами» (2012);
- «Невідкладна допомога Державній прикордонній службі України» (2015).

## Нагороди
- лавреат премії імені Василя Стуса (2000).